# 曼努埃尔·罗查
维克托·曼努埃尔·罗查（西班牙語：Victor Manuel Rocha，1950年10月23日—），前美国外交官，曾任美国驻玻利维亚大使。他于2023年被指控为古巴间谍。

## 生平
罗查于1950年出生于哥伦比亚。后移民美国，在纽约市长大。1973年毕业于耶鲁大学。此后赴哈佛大学与乔治城大学深造，先后获公共管理硕士与国际事务硕士学位。1978年归化为美国公民。
罗查于1981年起担任美国国务院外交官，先后任职于美国驻多明尼加、洪都拉斯大使馆。1989年出任美国驻墨西哥大使馆一等秘书。1991年调任美国驻多明尼加使团副团长。1994年至1995年间，他曾任美国国家安全委员会美洲事务主管。1995年出任美国驻哈瓦那利益代表处（美国驻古巴大使馆前身）副主任。1997年起任美国驻阿根廷使团副团长。2000年至2002年间，任美国驻玻利维亚大使。

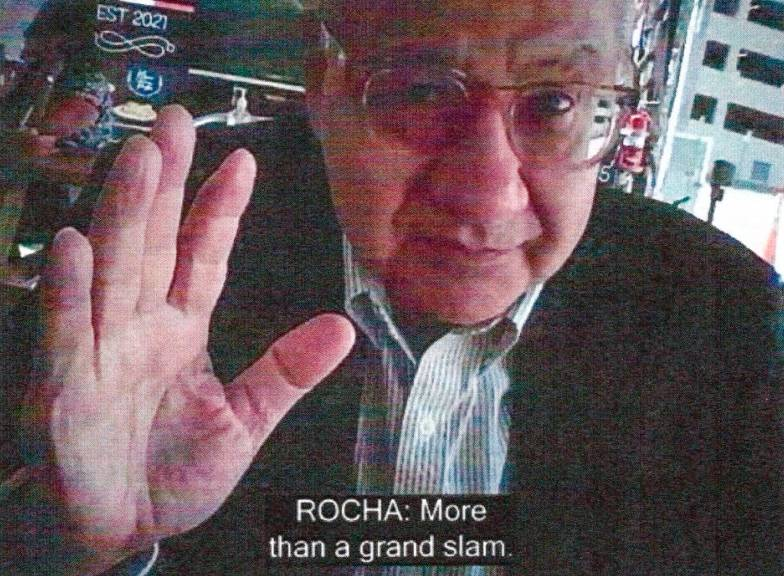
卧底照片

从美国国务院离职后，罗查曾任职于美国外交关系协会，并担任迈阿密大学国际顾问委员会成员、美国南方司令部特别顾问等职。2023年12月，他在迈阿密被美国联邦调查局逮捕，并被指控为古巴间谍。他承认自1981年起一直为古巴收集情报。